# تیس کوپان حاج‌سلیمان
تیس کوپان حاج‌سلیمان، روستایی در دهستان وشنام دری بخش مرکزی شهرستان چابهار در استان سیستان و بلوچستان ایران است.

## جمعیت
بر پایه سرشماری عمومی نفوس و مسکن در سال ۱۳۹۵، جمعیت این روستا برابر با ۳۱۶ نفر (۷۴ خانوار) بوده‌است.